# Ubaldo Bonuccelli
Ubaldo Bonuccelli (Camaiore, 29 novembre 1949 – Viareggio, 6 febbraio 2025) è stato un neurologo e scrittore italiano.

## Biografia
Si laureò con lode nel 1975 in Medicina e Chirurgia presso l'Università degli Studi di Pisa, dove nel 1979 ottenne il titolo di Specialista in Neurologia. Nel 1989, presso l'Università degli studi di Cagliari, conseguì il titolo di Specialista in Farmacologia.
Dopo la iniziale formazione a Pisa, maturò con soggiorni in istituzioni italiane statunitensi (Visiting Scientist a Bethesda, 1986; borsa di studio Fulbright a Chicago, 1988 esperienze in Neurofarmacologia di base e clinica.
Professore Associato di Neurologia nell'Università di Pisa dal 1991, Ordinario di Neurologia dal 2007, fu dal 2011 al 2020 Direttore della UO di Neurologia-Azienda Ospedaliera Universitaria di Pisa e Direttore della Scuola di Specializzazione in Neurologia di Pisa. In pensione dal 2021, continuò a collaborare per la ricerca clinica con i suoi allievi, alcuni dei quali occupanti posizioni apicali negli ospedali toscani.
Membro di numerose società scientifiche, dal 1990 fu Corresponding Fellow dell'American Academy of Neurology; fu Presidente della European Society for Clinical Neuropharmacology nel biennio 1996-1997 e Presidente della Lega Italiana contro la Malattia di Parkinson (LIMPE) nel biennio 2010-2011. Nel 2010 si recò negli USA, al Muhammad Ali Parkinson Center, dove ebbe modo di conoscere personalmente Muhammad Ali.
Collaborò alla stesura delle Linee Guida Europee per la diagnosi e il trattamento della Malattia di Parkinson nel 2010 nonché alla loro revisione nel 2013.
Ubaldo Bonuccelli presentò oltre 600 pubblicazioni (460 edite in PubMed) e 3 monografie sulla Malattia di Parkinson.
Nel 2009 pubblicò insieme al giornalista Fabrizio Diolaiuti il libro Intervista al Cervello - come funziona, come potenziarlo e mantenerlo efficiente, dal 2011 inserito nella collana Sperling Paperback.
Bonuccelli è morto nel 2025 in seguito a una malattia.